# Medizin – Bibliothek – Information
Medizin – Bibliothek – Information ist eine bibliothekarische Fachzeitschrift und das Organ der Arbeitsgemeinschaft für Medizinisches Bibliothekswesen. Die Zeitschrift war/ist die einzige medizinbibliothekarische Zeitschrift im deutschsprachigen Raum. Sie erscheint seit 2001 dreimal pro Jahr (Januar, Mai, September) sowohl in einer gedruckten als auch einer elektronischen Version. Begründer und Chefredakteur des 1. Jahrganges 2001 war Oliver Obst (Münster), seit 2002 fungiert Bruno Bauer (Wien) als Chefredakteur. Ab dem 2. Jahrgang wird in jeder Ausgabe ein Schwerpunktthema behandelt.
- AGMB-Jahrestagungen in Hamburg 2001 – 2002;2(1)
- Digitale Medizinbibliotheken – 2002;2(2)
- Elektronische Zeitschriften – 2002;2(3)
- EAHIL-Konferenz in Köln 2002 – 2003;3(1)
- Evaluierung – 2003;3(2)
- E-Books – 2003;3(3)
- AGMB-Jahrestagung in Dresden 2003 – 2004;4(1)
- Die Zukunft der medizinischen Zeitschriftenverlage – 2004;4(2)
- Services für / von Bibliotheken – 2004;4(3)
- AGMB-Jahrestagung in Mannheim 2004 – 2005;5(1)
- Medizincurriculum & Medizinbibliotheken – 2005;5(2)
- Wissenschaft, Forschung & Medizinbibliotheken – 2005;5(3)

Ab Ausgabe 2006;6 (1) erscheint die Zeitschrift als GMS Medizin – Bibliothek – Information online unter der Open-Access-Plattform German Medical Science (gms).
Sämtliche Beiträge von Medizin – Bibliothek – Information werden in der bibliographischen Datenbank Current Contents Medizin deutscher und deutschsprachiger Zeitschriften erfasst.